# Steinbachermühle (Steinbach am Wald)
Steinbachermühle ist ein Gemeindeteil der Gemeinde Steinbach am Wald im Landkreis Kronach (Oberfranken, Bayern).

## Geographie
Die Einöde liegt im Steinbach, einem rechten Zufluss der Haßlach. Ein Anliegerweg führt 100 Meter weiter nördlich nach Steinbach am Wald zur Bundesstraße 85.

## Geschichte
Steinbachermühle gehörte zur Realgemeinde Steinbach am Wald. Das Hochgericht übte das bambergische Centamt Teuschnitz aus. Grundherr der Mahlmühle war das Kastenamt Teuschnitz.
Mit dem Gemeindeedikt wurde Steinbachermühle dem 1808 gebildeten Steuerdistrikt Windheim und 1818 der Ruralgemeinde Steinbach am Wald zugewiesen.

### Einwohnerentwicklung
| Jahr      | 001818 | 001861 | 001871 | 001885 | 001900 | 001925 | 001950 | 001961 | 001970 | 001987 |
| Einwohner | *      | 10     | *      | *      | 6      | 8      | 14     | 8      | 5      | *      |
| Häuser    | *      |        |        | *      | 1      | 1      | 1      | 1      |        | *      |
| Quelle    | [ 4 ]  | [ 6 ]  | [ 7 ]  | [ 8 ]  | [ 9 ]  | [ 10 ] | [ 11 ] | [ 12 ] | [ 13 ] | [ 14 ] |

## Religion
Der Ort ist römisch-katholisch geprägt und gehört zur Kirchengemeinde Steinbach am Wald, die eine Filiale von Windheim war.